# Quercus pacifica

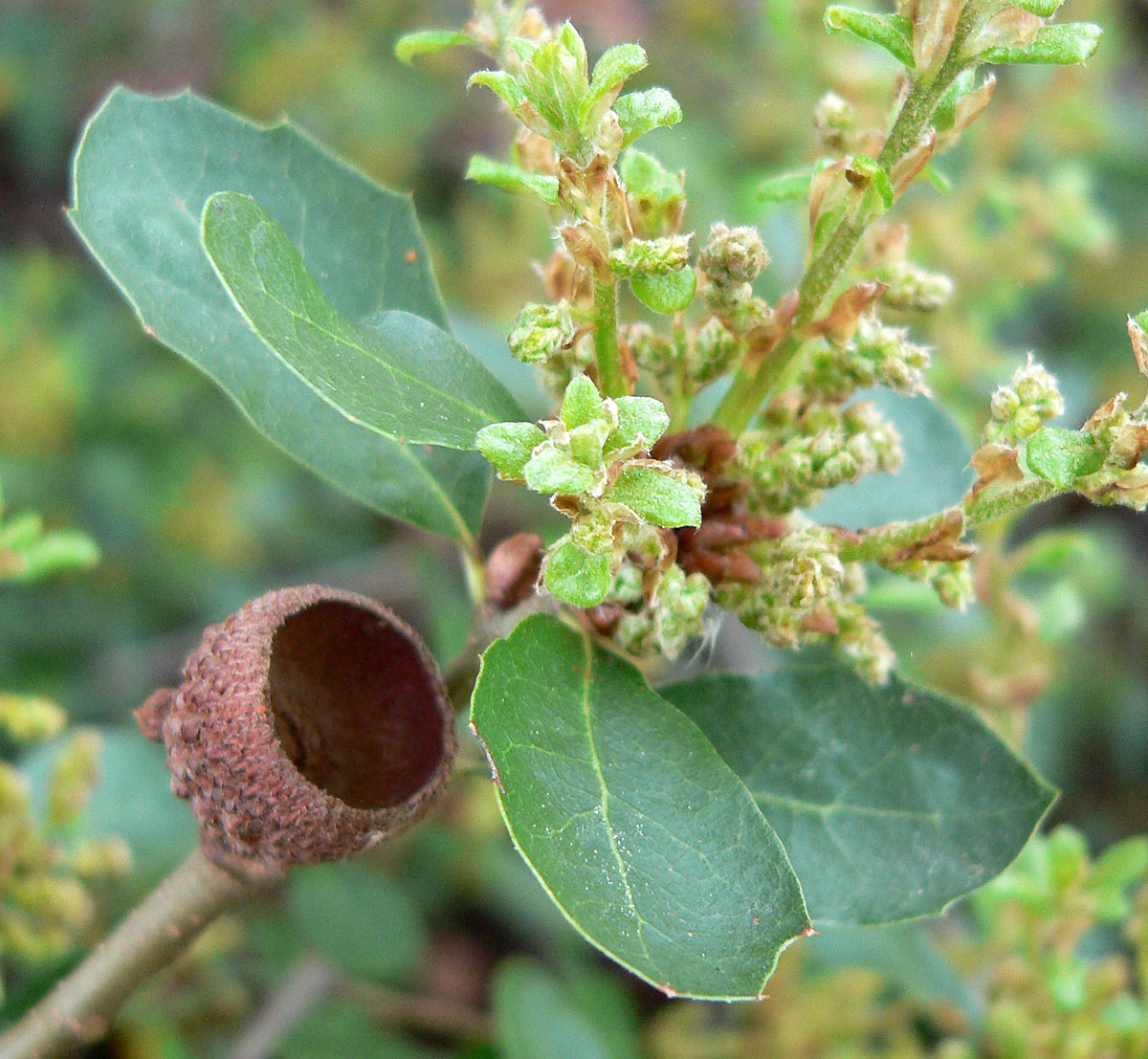
Tassa de la gla que queda del Q. pacifica

Quercus pacifica es una espècie de roure que pertany a la família de les fagàcies i està dins de la secció dels roures blancs, que són els roures blancs d'Europa, Àsia i Amèrica del Nord.
És un arbust o un petit arbre que creix fins als 5 metres d'alçada, o de tant en tant és més alt. Les fulles tenen una forma més o menys ovalada i amb vores amb dents punxegudes. Les seves fulles són verdes fan fins a 4 centímetres de llargada per 4 cm d'amplada. La part superior de les seves fulles són lluents i les parts inferiors són glandulars i ceroses. Les glans tenen una tassa de fins a 2 centímetres d'amplada i les glans fan entre 2 o 3 cm de llargada.
Aquest roure produeix sovint un híbrid estable amb Quercus lobata, que ha rebut el nom de Quercus × macdonaldii.
És un endemisme de les illes Santa Bàrbara de Califòrnia, on creix des de les illes Santa Cruz, Santa Rosa i Santa Catalina. Les illes Santa Cruz i Santa Rosa formen part del Parc Nacional de les Illes del Canal.
Quercus pacifica és un endemisme de les illes Santa Bàrbara de Califòrnia, on creix des de les illes Santa Cruz, Santa Rosa i Santa Catalina. Les illes Santa Cruz i Santa Rosa formen part del Parc Nacional de les Illes del Canal.
Tot i que es limita a tres illes, no és estrany que creixi en prats, chaparrals, rouredes, boscos i altres hàbitats. És el roure dominant a moltes zones de l'illa Catalina. Va ser descrita com una nova espècie el 1994 a partir d'un exemplar recollit a l'illa de Santa Cruz. Més d'un segle abans, la mateixa planta es descrivia com una varietat de Quercus dumosa; el nom de 1994 és, tanmateix, el nom correcte de la planta quan es reconeix com a espècie perquè els noms només tenen prioritat dins d'un interval determinat.
Aquesta espècie de roure es troba amenaçada pel patogen d'un fong melós (diferents espècies d'Armillaria), que s'ha observat que infecta arbres ja estressats per l'activitat dels herbívors assilvestrats, incloses les cabres i els porcs. Es va descobrir una nova espècie de fong que creixia a les agalles d'aquesta espècie de roure i va rebre el nom de Penicillium cecidicola el 2004.

## Taxonomia
Quercus pacifica va ser descrita per Kevin C. Nixon i Cornelius Herman Muller i publicat a Novon 4(4): 391–392, a l'any 1994.
Etimologia
Quercus: Nom genèric del llatí que designava igualment al roure i a l'alzina.
Quercus pacifica: epítet llatí que significa "fer la pau, pacífic", i des del punt de vista botànic probablement significa "l'Oceà Pacífic o la zona general del Pacífic".
Sinonímia
- Quercus dumosa var. polycarpaGreene[8][10]